# 虾子花属
虾子花属（学名：Woodfordia）是千屈菜科下的一个属，为灌木植物。该属共有2种，一种产自埃塞俄比亚，一种产自马达加斯加、印度至中国西南部。
属名Woodfordia为纪念英国植物学家James Woodford而命名。

## 物種
- 虾子花 Woodfordia fruticosa (L.) Kurz (= W. tomentosa)
- Woodfordia uniflora（瑞典语：Woodfordia uniflora） (A. Rich.) Koehne